# Sistema de transporte interplanetario

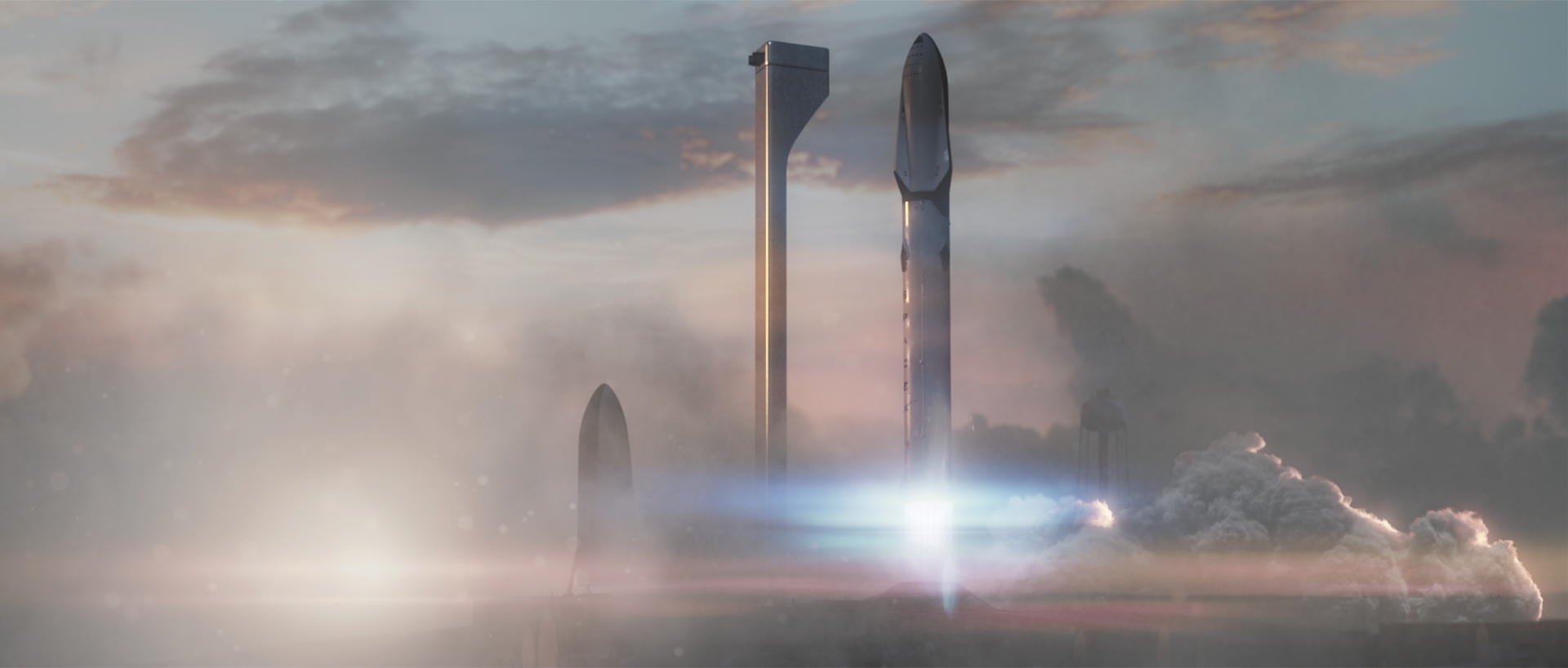
El sistema de transporte interplanetario en la plataforma de lanzamiento.

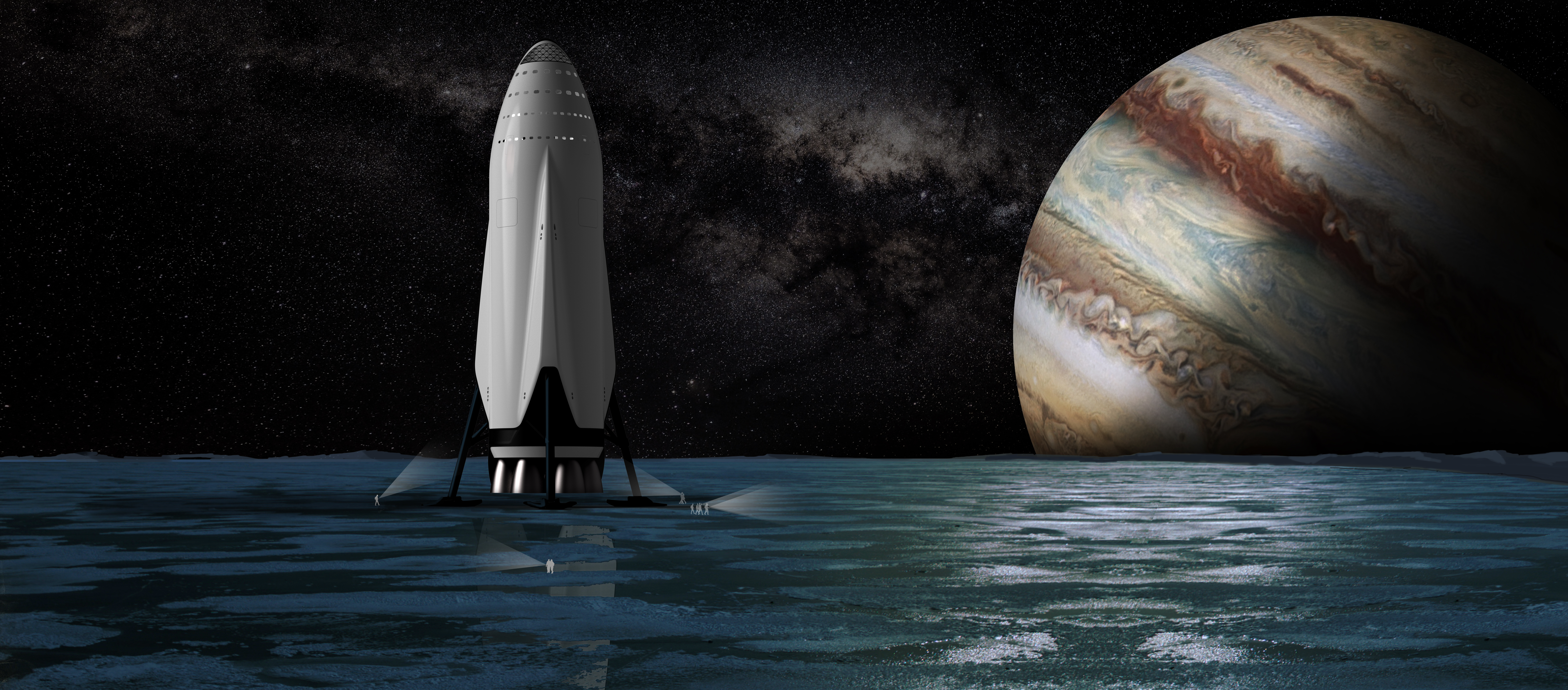
Impresión del artista de la nave espacial interplanetaria en la luna Joviana Europa

Comparación de los núcleos para las lanzaderas de cohetes SpaceX: (de izquierda) Falcon 9 v1.0 (2010), Falcon 9 v1.1 (2013), y el propuesto núcleo de 10 metros de diámetro, con 9-Raptors, del refuerzo de la primera etapa para el Transportador Colonial de Marte.

El Sistema de Transporte Interplanetario (ITS) vehículos de lanzamiento reutilizables y naves espaciales para transportar a los seres humanos a Marte, (anteriormente Transportador Colonial de Marte en siglas en inglés (MCT)) es el nombre del proyecto desarrollado con fondos privados por la empresa estadounidense SpaceX para diseñar y construir un sistema de vuelos espaciales, establecer asentamientos humanos en Marte y regresar a la Tierra. Incluirá la infraestructura terrestre para el lanzamiento inicial y posteriores rápidos; la tecnología para la transferencia con propulsión en gravedad cero en la baja órbita terrestre; así como la tecnología para permitir la colonización de Marte. Se prevé desarrollar igualmente la tecnología necesaria para apoyar las misiones de exploración a otros lugares del sistema solar, entre los que se incluirían las lunas de Júpiter y de Saturno.
Hasta 2014 SpaceX había iniciado el desarrollo del gran motor de cohete para el Transportador Colonial de Marte, pero el MCT no estaría en funcionamiento antes de mediados de la década de 2020.
El desarrollo comenzó de forma decidida en 2012 cuando SpaceX comenzó el trabajo de diseño del gran motor de cohete Raptor que se utilizará tanto para el vehículo de lanzamiento ITS como para la nave espacial (cisterna STI y la Nave espacial interplanetaria). Los nuevos diseños de motores de cohetes suelen ser considerados uno de los subprocesos más largos para los nuevos vehículos de lanzamiento y naves espaciales. En junio de 2016, la compañía anunció públicamente planes conceptuales que incluyeron el primer cargamento de ITS a Marte, a ser lanzado en marzo de 2022 como fecha más próxima, seguido por el primer vuelo a Marte del STI con pasajeros en un período sinódico posterior hacia 2024, que seguirían los dos lanzamientos de pruebas preparatorias con sondas a Marte en 2018 y 2020 de un Dragon/Falcon pesado. El CEO de SpaceX, Elon Musk, dio a conocer detalles de la arquitectura del sistema en el 67º Congreso Astronáutico Internacional el 27 de septiembre de 2016. 

Comparación de escala, de izquierda a derecha: la pila completa vehículo de lanzamiento STI; el Sistema de lanzamiento espacial de la NASA; La torre del reloj Big Ben; SpaceX Falcon Heavy; Y un humano de 1,8 m.

Como se ha discutido públicamente, SpaceX está concentrando sus recursos en el área de transporte, incluida la planta motriz que podría ser desplegada en Marte para hacer el propulsor de cohete methalox a partir de recursos locales. Sin embargo, Musk enfoca un conjunto mucho más amplio de objetivos interplanetarios de asentamiento a largo plazo, que irían más allá de lo que SpaceX construirá y en el que en última instancia involucrará a muchos más actores económicos -individuales, empresas o gobiernos- para facilitar el asentamiento a construir a lo largo de décadas.

## Descripción

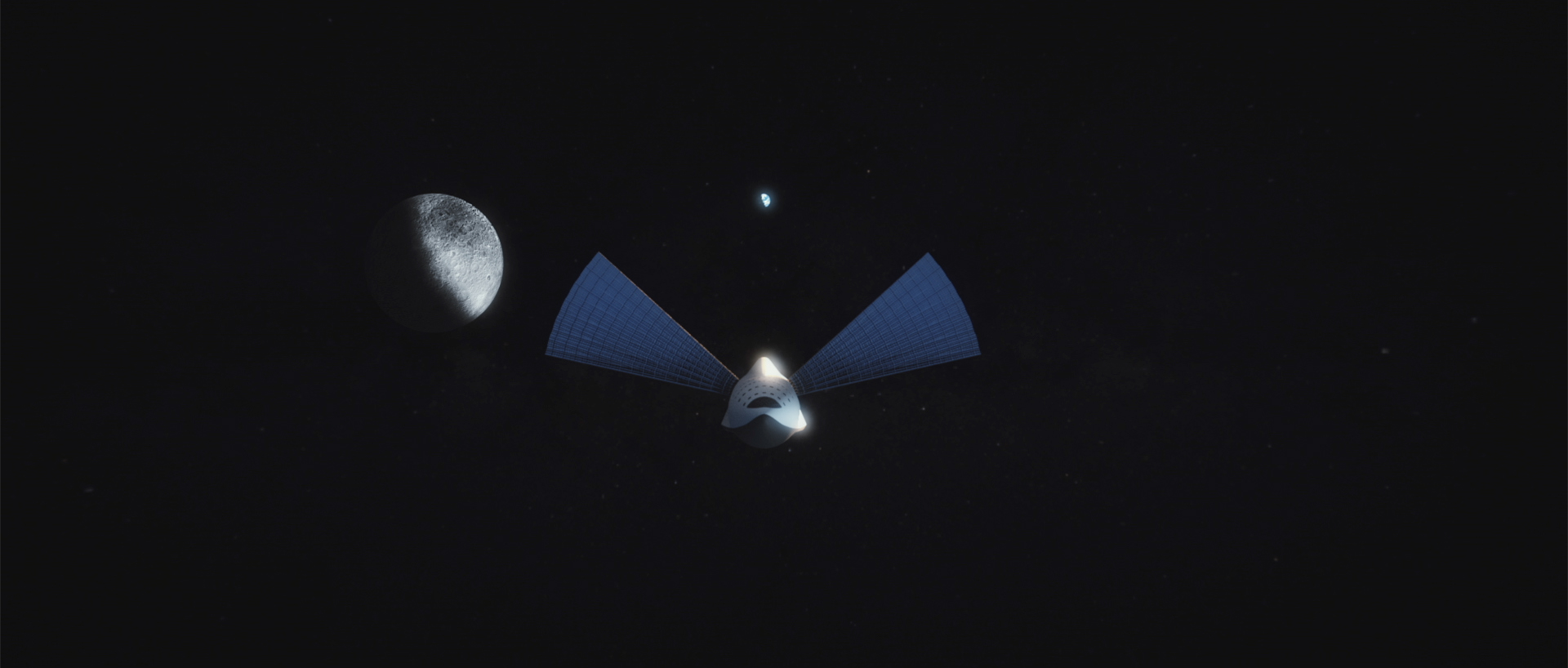
Nave espacial interplanetaria saliendo de la Tierra, pasando la Luna.

El Sistema de Transporte Interplanetario consiste en una combinación de varios elementos que son clave -de acuerdo a Musk- para hacer vuelos de larga duración más allá de la órbita terrestre (BEO en siglas en inglés) posibles reduciendo el coste por tonelada entregada a Marte:
- Un nuevo vehículo de lanzamiento súper-pesado completamente reutilizable que consiste en una etapa de refuerzo reutilizable -impulsor interplanetario- y una segunda etapa reutilizable integrada-con-nave espacial que viene en dos versiones: La nave espacial interplanetaria, una nave espacial interplanetaria grande, de larga duración, capaz de transportar pasajeros o carga a destinos interplanetarios, y un buque tanque propulsor de carga solo en órbita terrestre (Cisterna STI). La combinación de una segunda etapa de un vehículo de lanzamiento con una nave espacial de larga duración es inusual para cualquier arquitectura de la misión espacial y no se ha visto en la tecnología anterior de vuelos espaciales.

- Recarga de propelentes en órbita, específicamente para permitir que la nave espacial pase la mayor parte de su carga propulsora durante el lanzamiento a órbita terrestre baja mientras sirve a la segunda etapa del vehículo de lanzamiento, y luego, después de rellenar en órbita, proporcione la significativa cantidad de energía necesaria para poner la nave espacial en una trayectoria interplanetaria.

- Producción de propulsor en la superficie de Marte: para permitir el regreso a Tierra y apoyar la reutilización de la nave espacial, lo que permite un costo significativamente menor para el transporte de carga y pasajeros a destinos distantes. Una vez más, los grandes tanques propulsores del vehículo espacial integrado se llenan a distancia.

- Selección del propelente adecuado: Se seleccionó el metano (CH4) / oxígeno (O2), también conocido como " methalox criogénico profundo", por que se consideró mejor que otros propulsores de vehículos espaciales comunes como Kerolox o Hydrolox, principalmente debido a la facilidad de producción en Marte y el menor coste de los propelentes en la Tierra cuando se evalúa desde una perspectiva general de optimización del sistema. Methalox se consideró equivalente a una de las otras opciones principales en términos de reutilización de vehículos, transferencia de propulsores en órbita y conveniencia para vehículos super pesados.

### Vehículo de lanzamiento de elevación superpesado
El vehículo de lanzamiento superpesado para el Sistema Interplanetario de Transporte colocará hasta 300 toneladas (660,000 lb) (modo reutilizable) o 550 toneladas (modo expendible) -o transportará 380 toneladas (840,000 libras ) De propelente en un buque cisterna STI -a la órbita terrestre baja. 
El vehículo de lanzamiento de STI será propulsado por los motores de cohete líquido bipropellante Raptor en ambas etapas, utilizando exclusivamente combustible de metano líquido densificado y oxidante de oxígeno líquido en ambas etapas. Los tanques serán presurizados autógenamente, eliminando la necesidad de la presurización problemática del gas de helio. 
El vehículo de lanzamiento STI es reutilizable, haciendo uso de la tecnología SpaceX reutilizable que se desarrolló durante 2011-2016 para Falcon 9 y Falcon Heavy.
En todos los lanzamientos terrestres, la nave espacial de larga duración (buque cisterna o nave espacial) también desempeñará un papel brevemente como la segunda etapa del vehículo de lanzamiento para proporcionar aceleración a la velocidad orbital, un enfoque de diseño inusual en otros vehículos de lanzamiento.

### Nave Espacial Interplanetaria
La Nave Espacial Interplanetaria es un buque interplanetario con una estructura primaria de fibra de carbono impulsada por nueve motores Raptor que funcionan con propelentes densificados de metano y oxígeno. Tiene 49,5 m de longitud, tiene un diámetro máximo de casco de 12 m y tiene un diámetro de 17 m en su punto más ancho y es capaz de transportar hasta 450 toneladas de carga y pasajeros por viaje a Marte, con un propulsor cargado en órbita antes de la parte interplanetaria del viaje. Se espera que los primeros vuelos lleven principalmente equipo y pocas personas. 
A partir de septiembre de 2016, no hay nombre para la clase de naves espaciales más allá del descriptor Nave Espacial Interplanetaria. Sin embargo, Musk indicó que la primera de esas naves para hacer el viaje de Marte podría ser llamada Corazón de Oro en referencia a la nave que transporta la Infinite Improbability Drive, de la novela The Hitchhiker's Guide to the Galaxy. Aunque se observó que el número de motores de primera etapa parecía inspirarse en The Answer,  Musk no aludía a tal conexión.
La capacidad de transporte de la nave espacial desde la órbita terrestre baja a una trayectoria de Marte -con una ganancia de energía de inserción de trayectoria trans-Marte de 6 km/s y de tanques propulsores completos- es de 450 toneladas cortas (500 toneladas métricas) a la órbita de Marte , O 300 toneladas cortas (330 toneladas métricas) aterrizaron en la superficie con aterrizaje retropropulsivo. Los tiempos estimados de tránsito entre la Tierra y Marte varían entre 80 y 150 días, dependiendo de las alineaciones planetarias durante las nueve oportunidades discretas de la misión 2020-2037, asumiendo un delta-v de 6 km/s añadido a la inyección trans-Marte.

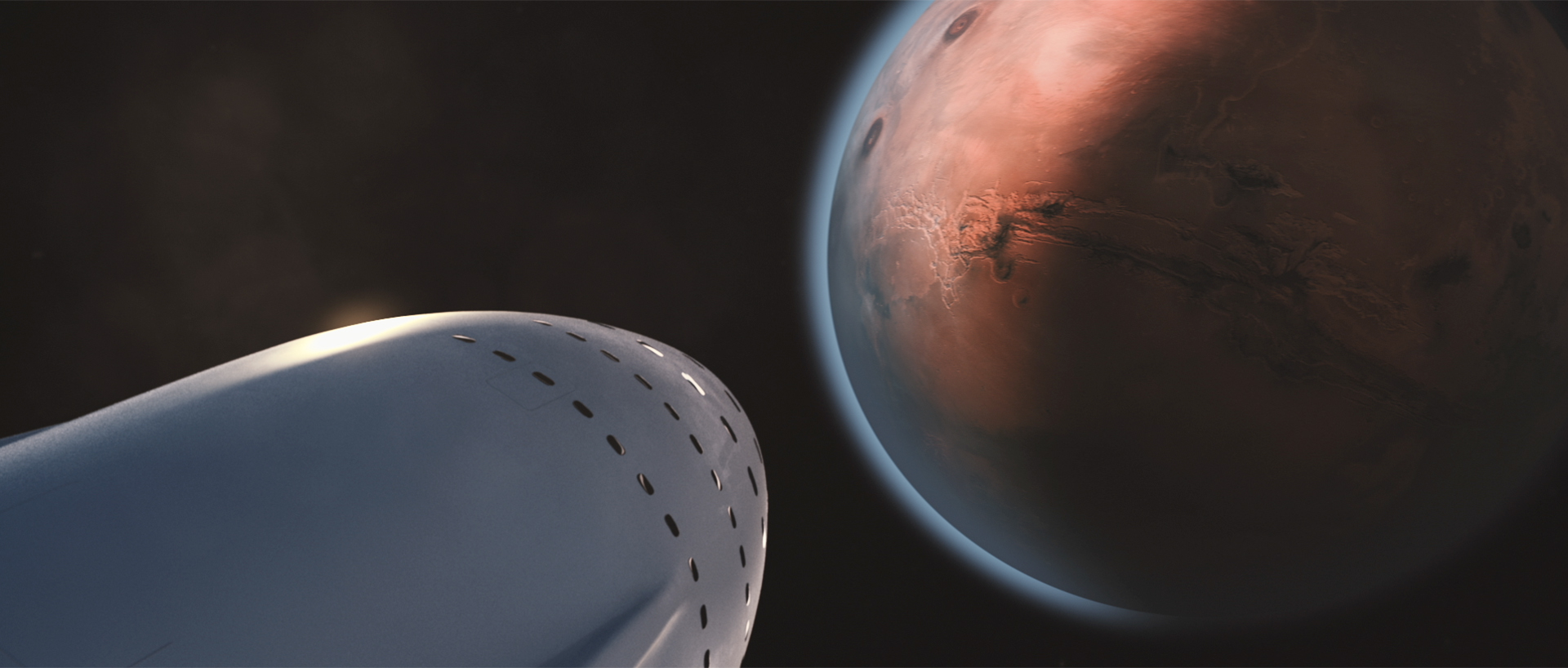
Concepción de un artista de una nave espacial interplanetaria llegando a Marte.

La nave espacial está diseñada para entrar en la atmósfera marciana a velocidades de entrada de más de 8,5 km / sy permitir que las fuerzas aerodinámicas proporcionen la mayor parte de la desaceleración antes de que los tres motores Raptor centrales realicen la quemadura final del aterrizaje. El material del escudo térmico que protege al buque en descenso es PICA 3.0 y es reutilizable. Se espera que las fuerzas g de entrada en Marte sean 4-6 g durante el descenso. La carga g de diseño de nave espacial sería nominal de 5 G, pero capaz de soportar cargas máximas de 2 a 3 veces más altas sin romper. 
La energía para el viaje es producida por dos grandes matrices de paneles solares, generando aproximadamente 200 kW de potencia mientras que a la distancia de la Tierra desde el Sol, y menos a medida que el viaje avanza y el Sol está más lejos cuando el barco se acerca a Marte. 
La nave espacial puede utilizar una gran capa interna de agua para ayudar a proteger a los ocupantes de la radiación espacial, y puede tener un contenido de oxígeno en la cabina que es hasta dos veces el que se encuentra en la atmósfera de la Tierra. Las pruebas iniciales de la nave espacial no se esperan antes de 2020, con el refuerzo de ITS para seguir sólo más tarde. 
Según Musk, la nave espacial se convertiría en el primer hábitat humano en Marte .

### Cisterna STI

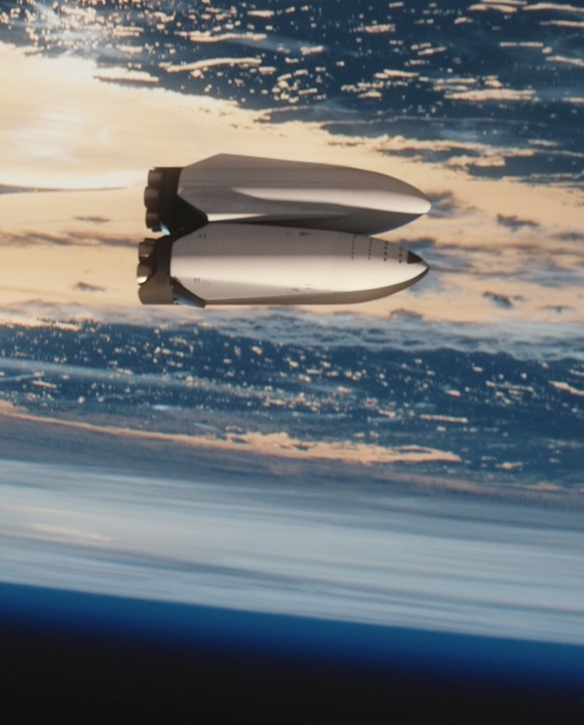
Gráfico de la Cisterma STI (arriba) transfiriendo el propulsor a la Nave Espacial Interplanetaria (abajo) en órbita terrestre.

Una característica clave del sistema es un petrolero propulsor-carga-solamente: la cisterna del STI. Al igual que la nave espacial, el petrolero sería la etapa superior del vehículo de lanzamiento STI durante el lanzamiento desde la Tierra. El vehículo está diseñado exclusivamente para el lanzamiento y la retención a corto plazo de propelentes para ser transportados a órbita terrestre baja para rellenar propulsores en los buques interplanetarios. Una vez en órbita, se realiza una operación de cita con una de las naves espaciales interplanetarias, se realizan conexiones de fontanería, y un máximo de 380 toneladas (840.000 libras) de metano líquido y propelentes de oxígeno líquido se transfieren en una carga a la nave espacial. Para abastecer a una nave espacial interplanetaria para un vuelo interplanetario de larga duración, se espera que un máximo de cinco petroleros deban lanzar desde la Tierra, transportando y trasladando un total de casi 1.900 toneladas (4.200.000 libras) de propulsor para cargar completamente la nave espacial Para el viaje. 
El buque cisterna STI tiene las mismas dimensiones físicas que la nave espacial interplanetaria: 49,5 m (162 pies) de largo, máximo diámetro del casco de 12 m, y 17 m (56 pies) en su punto más ancho. También será propulsado por seis motores Raptor optimizados por vacío, cada uno produciendo un empuje de 3,5 MN (790,000 lbf), y tendrá tres motores Raptor de menor proporción de expansión para maniobras de vuelo y aterrizaje de aterrizaje. Tras la finalización de la descarga del propulsor en órbita, el buque tanque reutilizable volverá a entrar en la atmósfera terrestre, aterrizará y estará preparado para otro vuelo con tanque. El petrolero también podría ser utilizado para misiones de carga.

### Planta depropelenteen Marte
Una parte clave del sistema Musk está conceptualizando para reducir radicalmente el costo del vuelo espacial a los destinos interplanetarios es la colocación y operación de una planta física en Marte para manejar la producción y el almacenamiento de los componentes propulsores necesarios para lanzar y volar las naves espaciales interplanetarias de regreso a la Tierra , O tal vez para aumentar la masa que se puede transportar hacia adelante a los destinos en el sistema solar exterior. Junto con el relleno del tanque de órbita de la Tierra antes del viaje a Marte, y los vehículos de lanzamiento completamente reutilizables y la nave espacial, los tres elementos son necesarios para reducir el costo de transporte por los múltiples órdenes de magnitud que Musk considera necesario para apoyar la colonización sostenible de Marte. 
La primera Nave Espacial Interplanetaria para Marte llevará una pequeña planta motriz como parte de su carga. La planta se expandirá a través de múltiples sínodos a medida que más equipos lleguen, se instale y se coloque en una producción mayoritariamente autónoma.
La planta motriz aprovechará los grandes suministros de dióxido de carbono y recursos hídricos en Marte, extrayendo el agua (H2O) del hielo subsuperficial y recolectando CO2 de la atmósfera. Una planta química procesará las materias primas mediante la electrólisis y el proceso Sabatier para producir oxígeno molecular (O2) y metano (CH4), y luego licuarlo para facilitar el almacenamiento a largo plazo y el uso final.

### Instalaciones de lanzamiento

#### Primer sitio de lanzamiento
El sitio de lanzamiento inicial para el lanzamiento y la reutilización rápida del vehículo de lanzamiento de STI será la facilidad arrendada de SpaceX en la plataforma 39A del lanzamiento a lo largo de la costa del espacio de la Florida. Aunque originalmente se pensó que era demasiado pequeño para manejar el vehículo de lanzamiento STI, el tamaño optimizado final del motor Raptor está bastante cerca del tamaño físico del Merlin 1D, aunque cada motor tendrá aproximadamente tres veces el empuje. Falcon Heavy lanzará desde 39A con 27 motores Merlin; ITS LV se lanzará con 42 motores Raptor.

#### Múltiples sitios de lanzamiento
Musk indicó el 27 de septiembre de 2016 que el lanzamiento del vehículo de lanzamiento STI sería lanzado desde más de un sitio. Un candidato principal para el segundo sitio del lanzamiento está en alguna parte a lo largo de la costa del sur de Tejas.

#### Historia de las instalaciones de lanzamiento de STI
A partir de marzo de 2014, todavía no se había seleccionado ningún sitio de lanzamiento para el cohete de ascensor superpesado y el entonces nombrado "Transportador Colonial de Marte". SpaceX indicó en el momento en que su facilidad arrendada en la Florida en la plataforma de lanzamiento 39A no sería bastante grande acomodar el vehículo como era entendido conceptualmente en 2014, y que por lo tanto un nuevo sitio necesitaría ser construido para lanzar el cohete de 10 metros de diámetro. 
En septiembre de 2014, Elon Musk indicó que la primera persona a ir a otro planeta posiblemente podría lanzarse desde el SpaceX South Texas Launch Site, pero no indicó en ese momento qué vehículo de lanzamiento podría ser utilizado para llevar a los seres humanos a la órbita.

## Conceptos de misión

### Marte misiones tempranas
Musk ha indicado que las primeras misiones patrocinadas por SpaceX tendrían una tripulación más pequeña y utilizarían gran parte del espacio presurizado para la carga. La primera misión de carga de la Nave Espacial Interplanetaria sería llamada "Corazón de Oro" y se cargaría con equipo para construir la planta motriz.
Se espera que la primera misión tripulada de Marte tenga aproximadamente 12 personas, con el objetivo principal de "construir y solucionar problemas de la planta motriz y el sistema de energía Mars Base Alpha", así como una "base rudimentaria". En caso de emergencia, la nave espacial podría regresar a la Tierra sin tener que esperar 26 meses para el siguiente período sinódico.
Antes de que cualquier persona sea transportada a Marte, algunas misiones serían emprendidas primero para transportar el equipo, los hábitats y los suministros requeridos. El equipo que acompañaría a los primeros grupos incluiría "máquinas para producir fertilizante, metano y oxígeno del nitrógeno atmosférico y dióxido de carbono de Marte y el hielo del subsuelo del planeta", así como materiales de construcción para construir cúpulas transparentes para el crecimiento de los cultivos.
Los primeros conceptos para los hábitats del "espacio verde" incluyen paneles de vidrio con cúpulas geodésicas con estructura de fibra de carbono y "una gran cantidad de minerales / droides de túnel [para construir] una enorme cantidad de espacio presurizado para las operaciones industriales". Pero estos son meramente conceptuales y no un plan de diseño detallado.

### Concepto de asentamiento de Marte
SpaceX la compañía está concentrando sus recursos en la parte del transporte del proyecto ITS total así como una planta motriz autónoma que podría ser desplegada en Marte para producir propelentes del cohete del metano y del oxígeno de recursos locales. Si se construye, y si los objetivos planificados se logran, entonces el costo de conseguir que el material y las personas se espacien, ya través del espacio interplanetario, se reducirá en varios órdenes de magnitud. El CEO de SpaceX, Elon Musk, está abogando por un conjunto mucho más amplio de objetivos interplanetarios de liquidación a largo plazo, que aprovechará estos costos más bajos para ir más allá de lo que será la empresa y en última instancia involucrará a muchos más actores económicos, -para construir el asentamiento durante muchas décadas.
Además de los planes y conceptos explícitos de SpaceX para un sistema de transporte y misiones tempranas, Musk ha sido un exponente muy público de una gran visión sistémica para construir una presencia humana sostenible en Marte a largo plazo, una visión mucho más allá de lo que su compañía o Personalmente puede afectar. El crecimiento de tal sistema a lo largo de décadas no puede planificarse en todos los detalles, sino que es más bien un complejo sistema adaptativo que sólo se producirá cuando otros tomen sus propias decisiones independientes en cuanto a cómo podrían o no conectarse con el más amplio Sistema "De un asentamiento de Marte incipiente (y posterior, creciente), debido al hecho de que es necesario aumentar el número de empresas en el mercado y aumentar el número de empresas. Musk ve la nueva y radicalmente más barata infraestructura de transporte que facilita la construcción de un orden económico ascendente de otras partes interesadas -ya sean empresas, individuos o gobiernos- que innovarán y abastecerán la demanda que tal empresa en crecimiento ocasionaría 
Mientras que el asentamiento inicial de SpaceX en Marte comenzaría pequeño, con un grupo inicial de alrededor de una docena de personas, con el tiempo, Musk espera que tal puesto avanzado se convertiría en algo mucho más grande y volverse autosuficiente, por lo menos 1 millón de personas. Según Musk,
Incluso en un millón de personas estás asumiendo una increíble cantidad de productividad por persona, porque tendrías que recrear toda la base industrial en Marte. Usted necesitaría refinar todos estos materiales diferentes, en un ambiente mucho más difícil que la Tierra. No habría árboles creciendo. No habría oxígeno ni nitrógeno que esté allí. No hay petróleo.

Excluyendo el crecimiento orgánico, si pudiera tomar 100 personas a la vez, necesitaría 10.000 viajes para llegar a un millón de personas. Pero también necesitaría mucho apoyo para apoyar a esas personas. De hecho, su cociente de cargo a persona va a ser bastante alto. Probablemente sería 10 viajes de viaje para cada viaje humano, al igual que 100.000 viajes. Y estamos hablando de 100.000 viajes de una nave espacial gigante. 
Musk espera que los viajes requieran de 80 a 150 días de tiempo de tránsito, con un tiempo medio de viaje a Marte de aproximadamente 115 días (para los nueve períodos sinódicos que ocurren entre 2020 y 2037). En 2012, Musk declaró que una meta de precio por aspiración para tal viaje podría ser del orden de $ 500.000 por persona , pero en 2016 mencionó que los costos a largo plazo podrían llegar a ser bajos a $ 200.000.
A partir de septiembre de 2016, el proyecto complejo tiene compromisos financieros sólo del capital personal de SpaceX y Musk. El Washington Post señaló que "el gobierno [estadounidense] no tiene el presupuesto para la colonización de Marte". Así, el sector privado tendría que ver a Marte como un entorno de negocios atractivo.

### Concepto de planetas exteriores
La presentación general del Sistema de Transporte Interplanetario, presentada por Musk el 27 de septiembre de 2016, incluía diapositivas conceptuales en las que se describían misiones a la luna de Saturno Enceladus, la luna joviana Europa, objetos de cinturón de Kuiper, un depósito de combustible en Plutón e incluso los usos para llevar cargas al nube de Oort. Musk dijo que el sistema puede abrir todo el sistema solar a la gente. Si los depósitos de combustible basados en este diseño fueron puestos en asteroides u otras áreas alrededor del sistema solar, la gente podría ir dondequiera que quisieran por el planeta o la luna saltando. "El objetivo de SpaceX es construir el sistema de transporte...una vez construido ese sistema de transporte, entonces hay una gran oportunidad para cualquiera que quiera ir a Marte para crear algo nuevo o construir un nuevo planeta". Los viajes al espacio exterior probablemente requerirían recargas de propelentes en Marte, y tal vez otras localizaciones en el sistema solar externo.

## Financiación
El extenso desarrollo y fabricación de gran parte de la tecnología de transporte espacial ha sido hasta la fecha (hasta 2016), y está siendo, con fondos privados de SpaceX. Todo el proyecto es incluso posible sólo como resultado del enfoque multifacético de SpaceX centrado en la reducción de los costos de lanzamiento. 
A partir de 2016, SpaceX está gastando "unas pocas decenas de millones de dólares anualmente en el desarrollo del concepto de transporte de Marte, que asciende a muy menos del 5 por ciento de los gastos totales de la compañía",  pero espera que esa cifra aumente a algunos EE.UU. 300 millones de dólares por año para el año 2018. Se espera que el costo de todo el trabajo previo al primer lanzamiento de Marte sea "del orden de US $ 10 mil millones"  y SpaceX espera gastar mucho antes de generar ingresos por transporte. 
Musk indicó en septiembre de 2016 que la construcción completa de los planes de colonización de Marte probablemente será financiada por fondos públicos y privados. La velocidad del transporte a Marte disponible comercialmente tanto para carga como para los seres humanos se verá impulsada, en gran parte, por la demanda del mercado y limitada por el financiamiento para el desarrollo y el desarrollo de tecnología.
Elon Musk ha dicho que no hay expectativa de recibir contratos de la NASA para cualquiera de los trabajos del sistema ITS. También indicó que tales contratos, si se recibieran, serían buenos.

### Proyecciones de coste de fabricación
En septiembre de 2016, Musk presentó las siguientes proyecciones de alto nivel, prospectivas, de costos de fabricación, dado un conjunto de suposiciones. Esas suposiciones incluyen: Costo del propulsor: US$ 168/t; Costo del lanzamiento: US$ 200.000/ lanzamiento; Tasa de descuento: 5%; Carga entregada: 450 toneladas por nave espacial interplanetaria única; Y reutilización total. Todos los supuestos son acerca de una sola misión una vez miles de lanzamientos y cientos de vuelos a Marte son una perspectiva realista. No se aplican a los costos del número mucho menor de misiones iniciales previstas para los años 2020. Dadas estas suposiciones, Musk presentó las siguientes proyecciones de costos de misión a largo plazo: 
|                                                                            | Impulsor STI | Cisterna STI | Nave espacial interplanetaria |
| -------------------------------------------------------------------------- | ------------ | ------------ | ----------------------------- |
| Costo de fabricación                                                       | $230M        | $130M        | $200M                         |
| Lanzamientos por vida del cohete                                           | 1,000        | 100          | 12                            |
| Lanzamientos por viaje a Marte                                             | 6            | 5            | 1                             |
| Coste medio de mantenimiento por uso                                       | $0.2M        | $0.5M        | $10M                          |
| Coste total por un viaje de Marte (Amortización, propulsor, mantenimiento) | $11M         | $8M          | $43M                          |

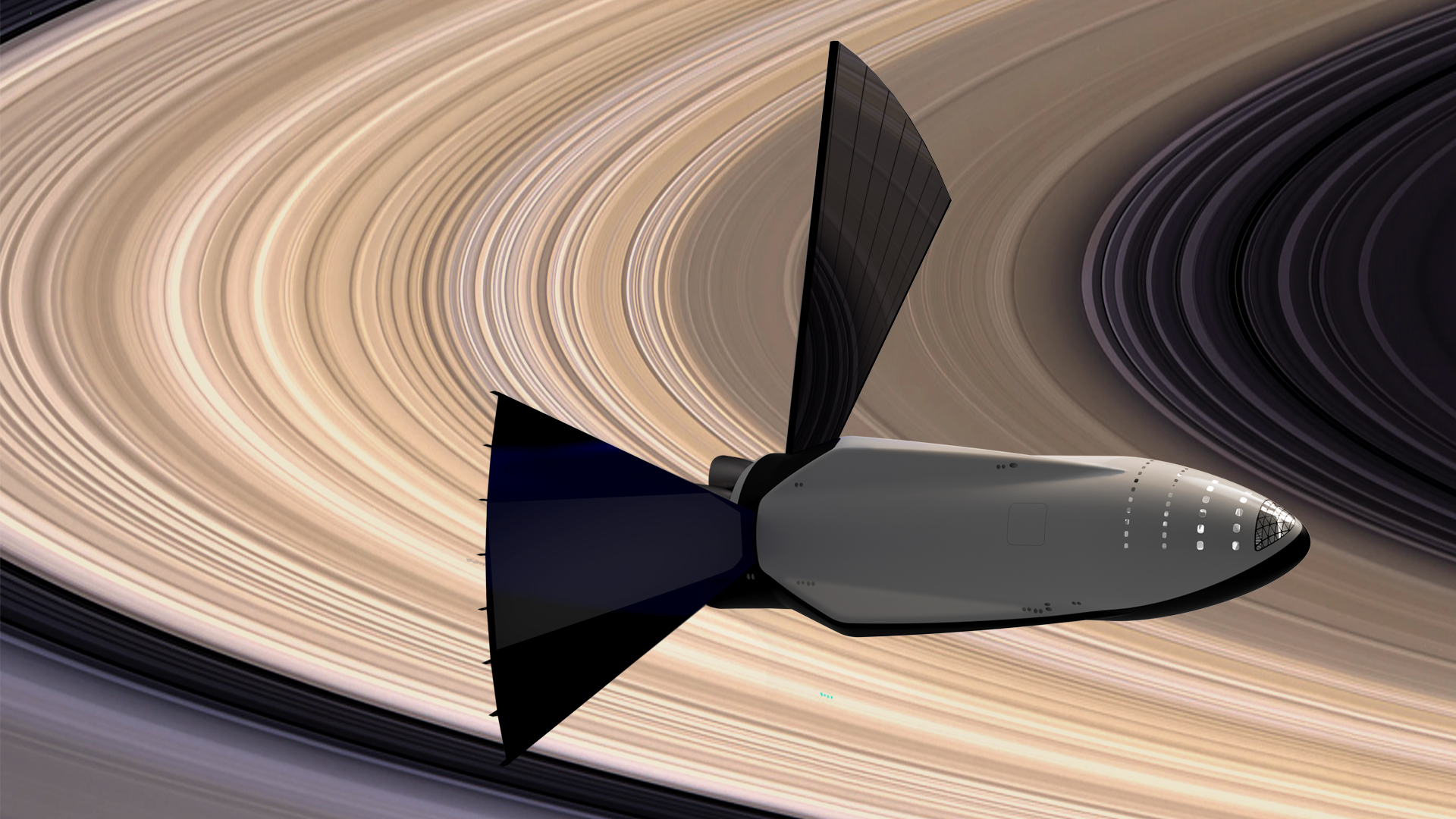
Impresión artística de la Nave Espacial Interplanetaria junto a Saturno.

Resultado calculado: Costo total de una Nave Espacial Interplanetaria transportada a Marte (suma de costos de fabricación): US $ 62 millones; O menos de US $ 140.000 en costo de fabricación de vehículos por tonelada de masa transportada a Marte.

## Calendario tentativo de SpaceX para las misiones de Marte
SpaceX planea lanzar sus primeras misiones a Marte usando su vehículo de lanzamiento Falcon Heavy antes de la terminación, y el primer lanzamiento, de cualquier vehículo STI. Las misiones posteriores que utilizan la tecnología STI -el vehículo de lanzamiento ITS y la nave espacial interplanetaria con reabastecimiento de propulsores en órbita a través de su tanque- comenzarán no antes de 2022. La compañía planea lanzar naves espaciales de investigación a Marte usando los vehículos de ascensión Falcon Heavy. Debido a la alineación planetaria en el sistema solar interno, los lanzamientos se limitan típicamente a una ventana de aproximadamente cada 26 meses. A partir de junio de 2016, el primer lanzamiento está previsto para la primavera de 2018, con una intención anunciada de lanzar de nuevo en cada ventana de lanzamiento de Marte a partir de entonces. Las primeras misiones recolectarán datos esenciales para perfeccionar el diseño de los STI y seleccionarán mejor los lugares de desembarque basados en la disponibilidad de recursos extraterrestres, como el agua y los materiales de construcción.
A partir de septiembre de 2016, el manifiesto provisional de la misión incluye dos misiones Falcon Heavy a Marte antes del primer vuelo posible de un STI a Marte en 2022: 
- 2018 (ahora retrasado hasta 2020): misión inicial de SpaceX Mars: el Dragón Rojo, una nave espacial Dragon 2 modificada lanzada a bordo de un vehículo de lanzamiento Falcon Heavy.

- 2020: segunda misión preparatoria: al menos dos Dragones Rojos que se inyectarán en la órbita de transferencia de Marte a través de los lanzamientos de Falcon Heavy

- 2022: tercera misión preparatoria sin tripulación: primer uso de todo el sistema STI para poner una nave espacial en una trayectoria interplanetaria y llevar equipo pesado a Marte, en particular una central eléctrica local.

- 2024: primer vuelo con tripulación de STI a Marte de acuerdo con el calendario "optimista" con "alrededor de una docena de personas".

## Videos
- SpaceX Interplanetary Transport System, video at YouTube by SpaceX, 27 September 2016.
- Making Humans a Multiplanetary Species